# LineageOS
LineageOS (リネージオーエス) はAndroidをベースとした、スマートフォンやタブレット用の自由かつオープンソースなオペレーティングシステムである。LineageOS Android DistributionやLineage (/ˈlɪn.i.ɪdʒ/) としても知られ、カスタムROMとして非常に人気が高かったCyanogenModの後継である。Cyanogen Inc.がCyanogenModの開発を中止しCyanogenModプロジェクトを支えたインフラを閉鎖した2016年12月に、LineageOSはCyanogenModからフォークされた。LineageOSは2016年12月24日に公式に開始され、その日からGitHubでLineageOSのソースコードが利用可能となった。
Cyanogen Inc.がCyanogenという名前の権利を保持しているため、このフォークではLineageOSへ改名することとなった。

## 背景
CyanogenMod（しばしば "CM" と略される）はAndroidモバイルプラットフォームをベースとした、スマートフォンやタブレット用のオープンソースオペレーティングシステムとして非常に人気が高いものであった。全CyanogenModユーザー中、ファームウェアの使用を報告していたのは一部のみであったが、2015年3月23日の時点において、スマートフォンでCyanogenModを起動している人が5,000万人いることを指し示す報告もいくつか存在した。CyanogenModは他のROMの開発者が出発点としてよく使用していた。
2013年、創始者であるスティーブ・コンディックがCyanogen Inc.の名の元にベンチャーファンドを調達することで、CyanogenModプロジェクトの商用化が可能となった。しかし彼の意見によるとCyanogen Inc.はCyanogenModプロジェクトの成功を生かせず、2016年にCEOの異動、オフィスやプロジェクトの閉鎖、サービスの停止などの企業リストラの一環として、スティーブは自らの意思か解雇されたのかは不明だがCyanogen Inc.を去った。オープンソースで人気のあったCyanogenModのコードそのものは、新しくLineageOSと名付けられて迅速にフォークされ、コミュニティの努力によってコミュニティプロジェクトとして開発が再開された。
CyanogenModからフォークされて誕生したLineageOSは、携帯デバイスベンダーが配布した公式ファームウェアにはない機能やオプションを提供した。CyanogenModがサポートしていた機能にはネイティブテーマ、FLACオーディオコーデック、巨大なAPNリスト、プライバシーガード（アプリケーション毎に権限を管理するアプリケーション）、共通のインタフェースを介したテザリング、CPUのオーバークロックやその他のパフォーマンス強化、アンロック可能なブートローダーとルートアクセス、ソフトボタンと他の通知（Wi-Fi、Bluetooth、GPSなど）のプルダウンを切り替える「タブレット調整」、その他のインタフェースの拡張などがあり、後にこれらの大半はAndroidのソース自体へと統合された。開発者によるとCyanogenModにはスパイウェアやブロートウェアが含まれていないとのことである。CyanogenModは公式のファームウェアリリースと比べ、性能や信頼性が向上しているとも言われていた。
CyanogenModと異なり、root権限はファームウェアに初めから組み込まれることはなくなったがオプションとして提供されており、自由にインストールを行うことが可能である。また、このオプションをインストールした後から不要に成った場合にも削除することが可能である。

## 開発
LineageOSプロジェクトはCyanogenMod同様、多くのデバイス固有のメンテナによって開発されており、コードレビュープロセスにはGerritが使われる。LineageOSはCyanogenModにおける古いバージョニングのフォーマットも保持された（例を挙げると、Android 7.1に対応するLineageOSのバージョン番号は14.1である）。ビルドは週一のペースを基本としてリリースされ、LineageOSの秘密鍵で署名されている。XDAの開発者の多くは、LineageOSの公式発表前に非公式なLineageOSのバージョンを既に開発していた。
LineageOSの開発者は、"FlipFlap" と呼ばれるLineageOS用に特別に設計されたアプリを作成している。FlipFlapはカバーケースを裏返すために追加された機能をもたらす。ビルドのリリースは早期に終了するが、開発は続けられているため自分でビルドすることによって最新のシステムを使用することができる。
また、バージョン19からはAOSPのバージョン管理規約に合わせるため、また、ユーザーにとって目立った価値をもたらさないという理由とブランディングの観点からサブバージョンを廃止し、19.0や19.1ではなく「LineageOS 19」となった。

## バージョン履歴
| 13.0                                                                   | 6.0.1 (Marshmallow)    | 2016年12月20日（CyanogenMod） 2017年1月22日 （LineageOS） | 2018年2月11日             |
| 14.1                                                                   | 7.1.2 (Nougat)         | 2016年11月9日 （CyanogenMod） 2017年1月22日 （LineageOS） | 2019年2月24日             |
| 15.1                                                                   | 8.1.0 (Oreo)           | 2018年2月26日                                             | 2020年2月28日             |
| 16.0                                                                   | 9.0.0 (Pie)            | 2019年3月1日                                              | 2021年2月16日             |
| 17.1                                                                   | 10 (Queen Cake)        | 2020年4月1日                                              | 2022年2月16日             |
| 18.1                                                                   | 11 (Red Velvet Cake)   | 2021年4月1日                                              | 2024年3月5日              |
| 19                                                                     | 12 (Snow Cone)         | 2022年4月26日                                             | 2023年11月12日(Naturally) |
| 20                                                                     | 13 (Tiramisu)          | 2022年12月31日                                            | 2024年12月31日            |
| 21                                                                     | 14 (Upside Down Cake)  | 2024年2月14日                                             | （サポート中）            |
| 22.2                                                                   | 15 (Vanilla Ice Cream) | 2024年12月31日                                            | （サポート中）            |
| 凡例サポート終了サポート中現行バージョン最新プレビュー版将来のリリース |                        |                                                           |                           |

## サポートされるデバイス
2020年5月1日現在、LineageOSはPixelやnexusなどをはじめGoogleによりリリースされたデバイスなどの127のデバイスを公式にサポートし、現在の開発ブランチに "nightly"や"weekly"や"monthly" という名で公式ビルドを提供している。ただし、自動化されたビルドインフラの負荷を軽減するため、数種類のデバイス用ビルドを週一のペースで、かつ週をずらしなからリリースすることが多い。LineageOSプロジェクトの始まった最初の二ヶ月間は、以前のCyanogenModインストールからのインプレースアップグレードを意図した実験ビルドも並行して作成された。